# Sol acide à sulfates
 (mars 2024).
 (mars 2024).
Si vous disposez d'ouvrages ou d'articles de référence ou si vous connaissez des sites web de qualité traitant du thème abordé ici, merci de compléter l'article en donnant les références utiles à sa vérifiabilité et en les liant à la section « Notes et références ».

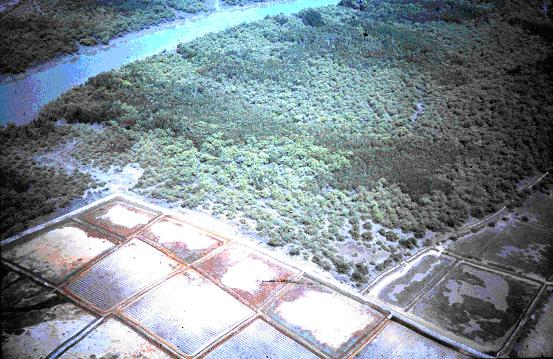
Vue aérienne de polders dégradés par une acidification induite par l'accumulation de sulfates (en Guinée-Bissau, sur une ancienne zone de mangrove).

Il existe sur tous les continents des sols dits « sols acides à sulfates ».
Ils sont souvent situés en zone sédimentaire proche de l'océan et/ou en arrière-pays de zones ferrugineuses ou latéritiques.
Les cultures y sont plus difficiles, et ces sols sont souvent plus vulnérables à l'érosion, à la dégradation et à la salinisation.
Ils sont aussi plus vulnérables que les sols basique à de nombreuses pollutions (par les métaux lourds par exemple, qui sont plus mobiles et bioassimilables dans un substrat acide).
Ces sols sont vulnérables à certains phénomènes d'acidification (qui peuvent évoquer le drainage acide minier, mais qui sont "tamponnés" plus tôt, vers un pH 4 alors que le drainage acide peut conduire à des sols (eaux ou sédiments) dont le pH est inférieur à 1. Quand il manque encore une condition pour qu'il y ait drainage acide, ces sols sont dits sols potentiellement acides à sulfate ("potential acid sulfate soil materials" ou PASS pour les anglophones).

## Formation des sulfures et sulfates
Leur origine semble toujours être la formation et l'accumulation de sulfure de fer (pyrite, marcasite, mackinawite, greigite.., via un phénomène de « pyritisation » qui dans les sédiments apparait après le stade « monosulfure noir » en présence de soufre quand le taux de "fer réactif" disponible augmente (jusqu'à 80 % du fer peut alors être « pyritisé » en 10 ans).

## Origine géobiologique
Certains contextes géologiques, sédimentaires (estuaires envasés, deltas) ou anthropiques (mines, accumulation de stériles minières) ont favorisé ou favorisent ce phénomène, induisant une présence de soufre et de "fer réactif" en quantités significatives, formant un matériau sulfureux potentiellement acide, qui en évoluant en milieu réducteur en présence de bactéries sulfato-réductrices formeront un « sol sulfaté acide ».
La réaction semble la plupart du temps lancée par des microorganismes (Thiobacillus ferrooxydans et Thiobacillus thiooxydans) ou sera plus rapide et intense en leur présence.

## Conditions
Sur le littoral ou en milieu naturellement calcaire, il faut que l'alcalinité naturelle du milieu disparaisse, ce qui nécessite un lessivage plus ou moins complet de l'ion bicarbonate (HCO3−).
Certains auteurs estiment toutefois que ce phénomène peut intervenir dans un milieu non-uniformément acide : il suffit qu'une partie du milieu soit acide pour entamer un processus de maturation vers un drainage acide (par exemple à partir de bois en décomposition pouvant nourrir des bactéries sulfatoréductrices, bactéries communes presque partout (on en compte jusqu'à 109 dans un millilitre d'eau interstitielle d'un sédiment).
Les composés réduits du soufre (pyrite principalement) sont oxydés d'autant mieux et plus rapidement que le milieu est acide.
La réaction d'acidification va alors pouvoir s'auto-entretenir, voire s'emballer en présence de certains microorganismes, jusqu'à ce qu'il n'y ait plus de pyrite ou d'oxygène, c'est une réaction dite « autocatalytique ».

## Effets

### Dans le milieu naturel
Le substrat peut devenir si acide qu'il va dissoudre les carbonates, puis dégrader les argiles voire les quartz.
Dans un milieu drainant et aéré, un simple rabattement de nappe peut accentuer la profondeur de la zone d'acidification.
De plus, l'acide produit dans la « zone de battement de la nappe », peut acidifier l'eau de la nappe sous-jacente.  S'il reste assez de calcium dans le substrat, l'acidification est souvent stabilisée à un pH de 4 environ, par formation de sulfates dits "basique" tels que la jarosite ou le gypse. Deux phénomènes modulent ce phénomène : 
1. ) les marées qui (là où elles existent) apportent renouvellent le stock de minéraux alcalins,
2. ) en zone tropicale les fortes pluies qui ennoient le milieu et parfois apportent également des minéraux  provisoirement « neutralisant » ou capables de freiner l'acidification[1].

### Dans un milieu anthropisé

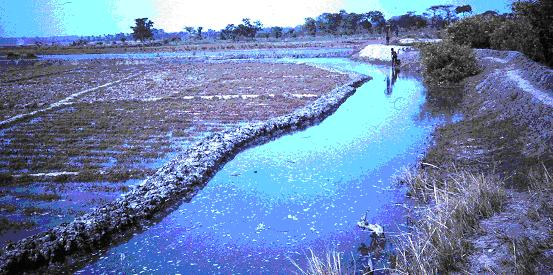
Un des moyens de freiner le processus d'acidification est d'ennoyer les cultures pour priver le sol d'oxygène, ce qui est possible par exemple pour la culture du riz (l'eau permettant aussi le contrôle des "mauvaises herbes". Il faut toutefois disposer de suffisamment d'eau en saison sèche.

Ces milieux sont souvent des milieux littoraux ou bordant des zones humides, et donc volontiers chassés. À cause de l'acidité du milieu, la grenaille de plomb est plus susceptible d'y devenir source de saturnisme aviaire et humain (à la suite de la consommation d'oiseaux intoxiqués par exemple).
La libération d'acide sulfurique à partir du sol lui-même facilite une libération de fer (à des doses qui peuvent être toxiques pour de nombreux microorganismes), mais aussi de  métaux lourds ou métalloïdes toxiques  (arsenic en particulier) dans le sol et son eau de drainage. Ces métaux peuvent tuer la végétation et se bioaccumuler dans le réseau trophique. Les masses d'eau souterraine et l'eau de surface si elles sont en contact avec ces zones acidifiées vont aussi se contaminer, au point parfois de pouvoir tuer les poissons et d'autres organismes aquatiques.
L'acide peut aussi ronger le béton et les métaux (tuyaux d'irrigation notamment, ou ferraillage du béton s'il est mal isolé).

## Description pédologique
Dans ce contexte plus l'oxygène pénètre le sol ou le sédiment potentiellement acide (aération/drainage), plus l'acidification est importante et accélère.
La zone d'oxydation du fer ferreux est située au-dessus de la partie la plus basse de la zone de battement de la nappe (cette zone est généralement marquée par un changement de couleurs des substrats riches en fer).
Les sols sulfatés acides ont 3 horizons marqués :  
1. milieu réduit (dans le bas) : le sol est sombre, gris foncé à bleu-noir, riche en sulfures de fer, parfois surmonté d'un horizon à monosulfure de fer, souvent avec une consistance de beurre.
2. un horizon dominé par la jarosite (aspect jaune marbré)
3. un horizon sans jarosite (elle a été hydrolysée). Le fer y est exposé à l'air. L'oxyde de fer y forme des taches ou trainées rouges, parfois indurées (dans une matrice plus claire).

La végétation contribue parfois à entretenir l'acidité du milieu de surface (sphaignes par exemple). La couleur rouge est plus marquée en zone tropicale et équatoriale où la durée et l'intensité de la saison sèche semblent jouer un rôle important.
Types de sols acides à sulfates : Le profil pédologiques des zones tempérées, tropicaux et équatoriaux sont très différents.
Au niveau de l'équateur, la mangrove et pauvre en pyrite, mais la forêts qui la suit peut être très tourbeuse et riche en sulfure (ex : Malaisie, Indonésie, Guyane), alors qu'en zone tropicale, les mangroves forment souvent plusieurs ceintures protégeant des zones à halophytes et les saisons y sont plus marquées, comme au Sénégal ou en Thaïlande.